# Jacqueline Royaards-Sandberg

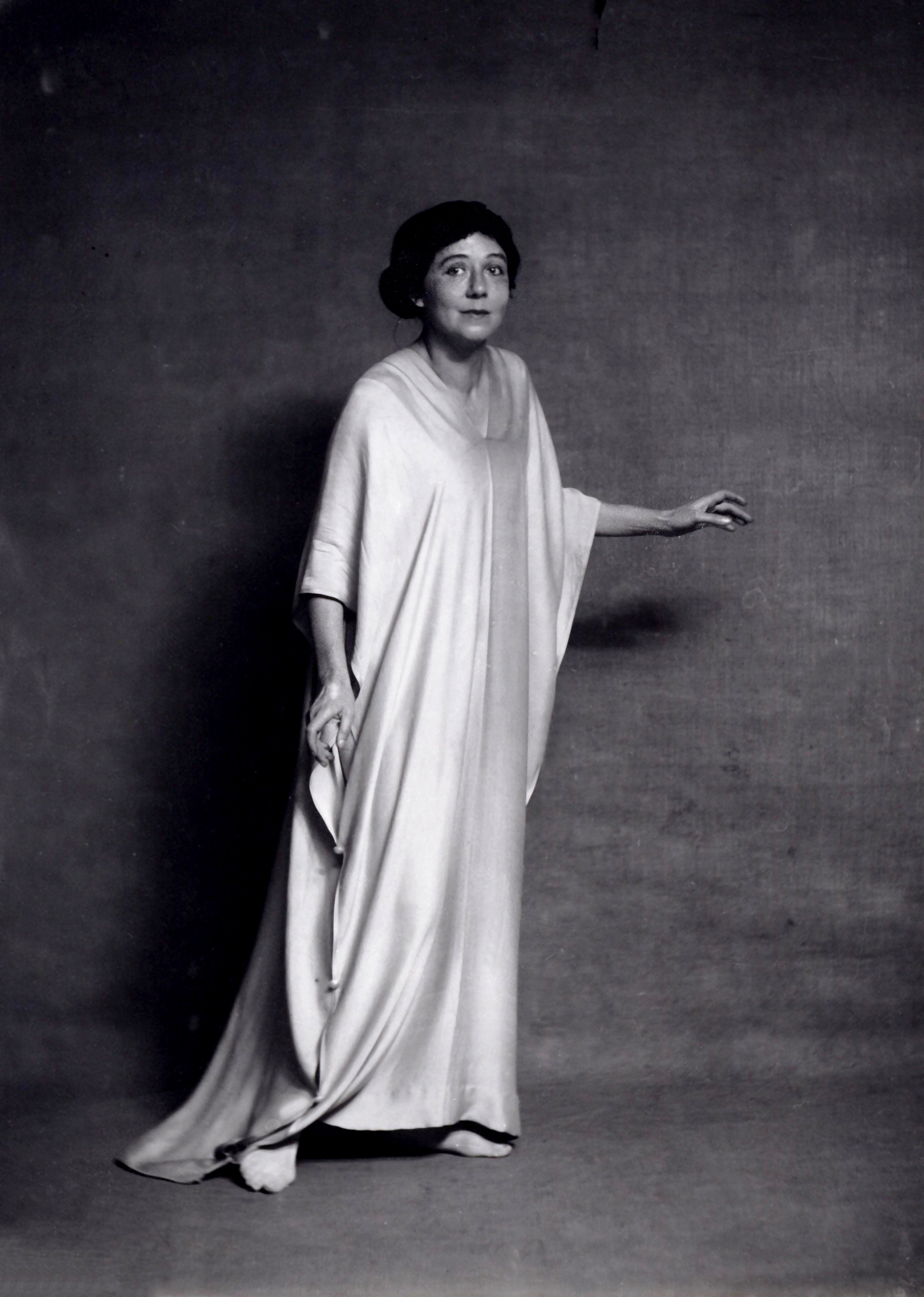
Royaards in Strindbergs Droomspel (1921)

Jkvr. Jacoba Philippina Sandberg, bekend geworden als Jacqueline Royaards-Sandberg (Pamekassan (Nederlands-Indië), 27 oktober 1876 - Amsterdam, 30 maart 1976) was een Nederlands toneelspeelster.

## Biografie
Sandberg, lid van de familie Sandberg, werd geboren als dochter van jhr. Johan Jacob Sandberg (1838-1905), majoor bij het Koninklijk Nederlandsch-Indisch Leger en Marianne Begemann (1843-1899). Het gezin van haar ouders kwam in 1882 naar Nederland waar het in Haarlem ging wonen. Ze kreeg privaatlessen en ging naar kostschool. In 1895 sloot ze vriendschap met Hermine Schuylenburg (1875-1971) die toneelspeelster wilde worden; die vriendschap bepaalde ook haar toekomst. Ze volgde lessen aan de School van de Vocale en Dramatische Kunst van Cateau Esser te Amsterdam en bij André Jolles. Op 5 november 1897 zag Willem Royaards haar spelen in Kleine Eyolf van Ibsen. Royaards engageerde haar voor de rol van 'Emilia' in Shakespeares Een Winteravondsprookje bij de Koninklijke Vereeniging Het Nederlandsch Tooneel. In 1903 trouwde zij met Royaards (lid van de familie Royaards), uit welk huwelijk drie zonen werden geboren die zij allen overleefde: kunstschilder Hans Royaards (1902-1975), toneelspeler en regisseur Ben Royaards (1904-1966) en architect Kees Royaards (1906-1970). Van 1908 tot 1924 speelde zij onder regie van haar man, die in 1929 overleed. Zij bleef toneelspelen tot 1972. Tussen 1971 en 1973 schreef zij haar Herinneringen.
Royaards-Sandberg onderhield vriendschappen met letterkundigen als Frans Erens, Emile Erens en Lodewijk van Deyssel. Haar Herinneringen en brieven aan onder anderen deze letterkundigen werden in 1979 en 1981 bezorgd en uitgegeven door Harry G.M. Prick.